# Exocentrus alboguttatus
Exocentrus alboguttatus es una especie de escarabajo longicornio del género Exocentrus, subfamilia Lamiinae. Fue descrita científicamente por Fisher en 1925.
Se distribuye por China, India, Laos, Malasia, Birmania, Nepal, Pakistán, Filipinas, Tailandia y Vietnam. Mide 5-8 milímetros de longitud. El período de vuelo ocurre en los meses de marzo, mayo y junio.